# Pierina Scaramella
Pierina Scaramella (Parma, 18 de febrer 1906 - Urbania, Pesaro-Urbino, 5 de novembre de 1992) va ser una botànica i professora universitària jueva italiana, apartada de la docència i recerca universitària per les lleis racials del feixisme italià.
Scaramella va estudiar ciències naturals a la Universitat de Florència i, després d'obtenir-ne la llicenciatura, va especialitzar-se en botànica. El 1928 va començar a ensenyar a l'Institut Tècnic Agrari de Pescia (Pistoia), al mateix temps que feia recerca com a ajudant voluntària a l'Institut Superior Agrari de Florència (Reale Istituto Agrario di Firenze). L'any 1935 va casar-se amb Pier Luigi Petri, arquitecte, que en el cens de 1937 va declarar-se membre del partit feixista des de 1921.
A causa de les lleis racials del feixisme italià —«per a la defensa de la raça»— de 1938, va ser expulsada de la universitat. Com altres científiques jueves italianes que no van voler deixar el seu país, entre les quals Enrica Calabresi, Scaramella va haver de buscar una altra manera de guanyar-se la vida i va treballar en una fàbrica de sucre, la Società Italiana Zuccheri, on feia anàlisis de laboratori i continuava la seva recerca. A més de la prohibició de treballar en centres oficials, però, les persones jueves no podien publicar articles científics. El resultat de la seva recerca el publicava amb el nom del seu marit —tot i que fos arquitecte— i d'alguns col·legues seus i en el títol indicaven que eren «memòries internes» de la fàbrica de sucre.
Durant la Segona Guerra Mundial, molts familiars seus van ser detinguts pels nazis i deportats a camps de concentració. El novembre de 1943, membres de les SS, acompanyats de la policia feixista van anar a buscar-la a casa en diverses ocasions, però no la hi van trobar. El seu marit, afectat d'un trastorn maniacodepressiu, va intentar suïcidar-se. Alguns metges que el van visitar van considerar que la seva situació era perillosa per a ell mateix i per a les altres persones i en van prescriure l'internament. Però Scaramella no sabia on dur-lo, per la seva pròpia circumstància de jueva a qui la policia havia estat buscant. Un metge de la Universitat de Bolonya, Paolo Jedlowski, que ni tan sols va preguntar-li el seu nom, va fer hospitalitzar el marit i va indicar que ella s'hi estigués al costat. Scaramella va escriure després que, a l'administració de l'hospital, ella va donar un nom fals, el primer que se li va acudir, i va tenir la sort que, malgrat les normes estrictes de la policia feixista, ningú no li va demanar cap document acreditatiu de la seva persona. Van estar-se a l'hospital aproximadament un mes i mig i allà van assabentar-se que els americans havien desembarcat a Anzio. Segons els arxius de la Universitat de Bolonya, l'any 1946 Jedlowski va ser acusat de col·laboracionisme i hauria estat depurat, però les declaracions de Scaramella el comportament que va tenir amb ella quan era buscada per la policia el van poder exonerar.
Un cop acabada, la guerra, el 5 d'agost de 1945 Scaramella va reintegrar-se a la Universitat de Bolonya, i el 1956 hi va obtenir la libera docenza per ensenyar-hi fisiologia vegetal. El 1965 s'encarrega de l'assignatura de botànica farmacèutica a la Universitat d'Urbino i tenia ja seixanta-nou anys quan, el 1975, va obtenir la càtedra de Botànica farmacèutica a la mateixa universitat. També hi va impartir l'assignatura de botànica. Tot i la seva edat, va seguir treballant fins al 1981.
Pierina Scaramella va morir a Urbania el 5 de novembre de 1996.

## Reconeixements
La Facultat de Farmàcia de la Universitat d'Urbino va conferir-li un doctorat Honoris Causa l'any 1986. L'any 1994, la Universitat d'Urbino va posar també el nom de Pierina Scaramella, al seu jardí botànic, per la tasca que hi va fer de restauració. A Roma, un carrer duu el seu nom.